# Rainer Troppa
Rainer Troppa (ur. 2 sierpnia 1958 w Rostocku, zm. 9 września 2023) – wschodnioniemiecki piłkarz, występujący na pozycji obrońcy.
Z zespołem Dynama Berlin dziewięciokrotnie zdobył mistrzostwo NRD (1979, 1980, 1981, 1982, 1983, 1984, 1985, 1986, 1987). W latach 1981–1984 rozegrał 17 meczów w reprezentacji Niemieckiej Republiki Demokratycznej.